# Jesús entre los doctores (Durero)
Jesús entre los doctores es un cuadro del pintor alemán Alberto Durero realizado en óleo sobre tabla. Sus dimensiones son de 64,3 × 80,3 cm. Representa a Jesús a la edad de doce años disputando con los doctores del Templo.
Este cuadro fue pintado por Durero durante su segundo viaje a Venecia, siendo llevado a término en tan solo cinco días, según escribió el propio artista en latín, junto a su anagrama: «Opus quinque dierum». Algunas fuentes afirman que el cuadro pudo ser regalado por Durero al ya anciano Giovanni Bellini, a quien el maestro alemán consideraba el mejor pintor en Venecia. Lorenzo Lotto pudo conocer la obra en casa de Bellini, lo que explicaría cómo la tomó como modelo al pintar su sacra conversazione La Virgen y el Niño entre los santos Flavian y Onofre de la Galleria Borghese de Roma.
El cuadro colgó siglos después en el Palacio Barberini de Roma, cuando esta gran mansión pertenecía aún a la poderosa saga Barberini. Entonces se atribuía a Giovanni Bellini, dado que el anagrama de Durero estaba oculto por un repinte. Hacia 1930, el gobierno de Benito Mussolini autorizó la exportación de diversas obras de los Barberini, como esta y la Santa Catalina de Caravaggio, que pasaron a una galería de arte de Suiza. Poco después, ambas fueron adquiridas por la familia Thyssen-Bornemisza y se descubrió que Jesús entre los doctores ocultaba la firma de Durero. 
En la obra se observa a seis doctores que forman un círculo en el cual, al centro, se encuentra la figura de Jesús. El foco de atención de la escena se encuentra en donde confluyen las manos de uno de los rabinos y el Niño Jesús. En la plasticidad de la obra contrastan la belleza y la fealdad, la juventud y la vejez, tratando algunos rasgos de forma caricaturesca. El tema se inscribe dentro de la infancia de Jesús y está reseñado en el Nuevo Testamento y en el evangelio árabe de la Infancia, donde se destaca su papel como maestro. Los detalles que estas fuentes facilitan sobre el episodio no son muchos, aunque sabemos que el hecho tuvo lugar cuando Jesús tenía doce años. La Virgen y San José habían perdido al Niño, y después de tres días de búsqueda lo encontraron en el templo de Jerusalén, sentado en medio de los doctores a los que preguntaba y escuchaba, y a los que dejó sorprendidos por sus propias respuestas. Jesús emplea el expresivo gesto de contar sus argumentos con los dedos, cómputo digital que era un recurso empleado en las disputas teológicas. 
Actualmente esta obra se expone, al igual que la citada de Caravaggio, en el Museo Thyssen-Bornemisza de Madrid. En enero de 2021 este museo anunció la incorporación a su colección de un dibujo anónimo, de hacia 1600, que copia la obra de Durero. Como detalle singular, la inscripción visible en el dibujo incluye una mención a Roma, pista que apoyaría la hipótesis de que el cuadro se pintó en dicha ciudad. Este dibujo es una donación de Francesca Thyssen-Bornemisza, quien lo heredó de su padre, que a su vez lo había adquirido en 1991.